# 過ぎゆく日暦
『過ぎゆく日暦』（すぎゆくカレンダー）は、松本清張による日記。『新潮45』（1988年7 - 10月号および1989年5 - 9・11月号）に「作家の日記」のタイトルで連載され、改題の上、1990年4月に新潮社から単行本が刊行された。
1981年・1985年・1986年の日記を抄録の上、自注を付す形で構成されている。主に古代史および日本近代文学の話題を扱っている。

## 内容
- 著者による下記の立項が為されている。年代順ではなく、話題ごとにまとめられている[注釈 1]。
  - ニューヨークの死体収容所。あるオランダ人。
  - 民俗学の衰退。イランの拝火神殿趾。モーツァルトの「魔笛」。
  - 一葉と緑雨。芥川と三島。中勘助とその嫂のこと。
  - 森鷗外の死とその創作欲の裏側。
  - 森鷗外と乃木将軍の死。白樺派のこと。
  - イギリス紀行 - ヨーロッパ巨石文化。ロンドン。シェトランド島。
  - イギリス紀行 - スティンネス巨石群。城壁遺跡。
  - イギリス紀行 - スコットランドの石塔。ヨークシャー婦女連続殺害事件。
  - イギリス紀行 - 「嵐が丘」を訪う。
  - ヨーロッパ巨石文化の展望。

## 関連作品
- 日記中、著者の1980年代の作品に随時言及されるが、特に以下2著作の内容と関連している。
  - 両像・森鷗外
  - 松本清張のケルト紀行